# Adrien Berbrugger
Louis Adrien Berbrugger, né à Paris le 11 mai 1801 et mort à Alger le 2 juillet 1869, est un archéologue et philologue français.
Il est spécialiste de l'Algérie.

## Biographie
Adrien Berbrugger a été élève au lycée Charlemagne à Paris. Il porte un intérêt certain à l'histoire du Moyen Âge mais pas seulement. Il publie en 1825 un manuel de français pour ses élèves espagnols ainsi qu'un Nouveau dictionnaire de poche français-espagnol. De 1824 à 1829, il fait des études de médecine. Il passera ensuite  trois années (de 1829 à 1832) à l'École royale des chartes durant lesquelles il suivra les cours de Champollion-Figeac. "Un séjour à Londres pour y consulter des archives sur l'occupation anglaise de la France du XVe siècle achèvent sans doute de le convaincre que le progrès passe par la défense de l'ordre, de la paix et de la liberté, valeurs qu'ils croient être garanties par l'application des théories de Fourier". Il va défendre ses idées dans les journaux et animer des conférences publiques à Paris, Marseille, Lyon, Besançon, Dijon, Londres et Alger.
En 1833, il accompagne à Alger, comme secrétaire particulier, le Comte Bertrand Clauzel. En 1835, il repartira en Algérie, pour suivre Clauzel "remis à la tête des affaires à Alger". Il s'y installera définitivement. Il devient rédacteur en chef du journal le Moniteur Algérien, journal officiel qui devient, selon Jean-Louis Marçot, un instrument de propagande allant jusqu'à  manipuler les textes pour mettre leur auteur de son côté. Il fonde la bibliothèque d'Alger à laquelle il ajoutera un musée en 1838. Ces fonctions ne vont pas l'empêcher d'accompagner Clauzel lors de ses expéditions. Il sauvera ainsi, du vandalisme militaire, les manuscrits arabes, à Tlemcen et à Constantine. Le savant revint avec deux mille volumes de manuscrits arabes qu'il déposa à la bibliothèque d'Alger. Il s'oppose à la création d'un musée algérien à Paris qui aurait enlevé les chefs-d'œuvre du musée d'Alger. Au départ du maréchal, remplacé par le général Damrémont, Berbrugger va démissionner de ses activités journalistiques, se confinant dans ses fonctions de conservateur et d'archéologue.
En 1837, envoyé en mission à Guelma, il put prouver que cette ancienne ville romaine était la Calama des temps antiques, ce qui lui valut une médaille d'or de l'Académie des Inscriptions et Belles-Lettres. La même année, il est envoyé auprès de l'Émir Abd el-Kader et à son retour publie le livre Voyage au camp d'Abd el-Kader.
L'année suivante, il reçoit la croix de la Légion d'honneur et une dernière médaille d'or de l'Académie des inscriptions et Belles-Lettres dont il devient en cette année 1839 membre correspondant. Nommé membre de la Commission scientifique de l'Algérie, il fait un troisième voyage à Constantine, un autre dans l'île Salite à La Calle et des explorations dans le mont Edough et à Cherchell.
En 1840, l'évêque d'Alger le nomme à la Commission d'échanges de prisonniers auprès d'Abd el-Kader et coopère à l'échange qui eut lieu à Boufarik le 18 mai.
Il reste fidèle au Fourierisme tout en se rapprochant des Saint-Simoniens parmi lesquels se trouvaient à la Commission scientifique de l'Algérie : Enfantin, Carette, Warnier et Urbain. Il a eu comme ce dernier, une fille d'un mariage musulman. En 1841, il épouse la fille du janissaire décrite comme une "brune fort piquante habillée à la française" avec qui il aura une fille Eugénie. Il l'élèvera seul après le décès de son épouse.
En 1842 il publie ses ouvrages concernant l'expédition de Mascara et ses deux expéditions de Constantine.
En 1843, il compose le texte qui accompagne les planches des trois volumes in folio de l'Algérie historique, pittoresque et monumentale (Jules Delahaye).
Berbrugger qui connaissait plusieurs langues (grec, latin, anglais, espagnol) apprit l'arabe depuis son arrivée en Algérie. Si les inscriptions romaines lui firent découvrir les ruines d'Icosium et du Tombeau de la Chrétienne, c'est la traduction des manuscrits arabes qui lui fit connaitre l'endroit du Fort des vingt quatre heures où reposaient les restes du martyr chrétien Geronimo (une identification fausse selon Gaétan Delphin) qui furent transférés à la cathédrale d'Alger en grande pompe (1853).
En mars 1856, il fonde la Société historique algérienne qui éditera la Revue africaine. Ses écrits dans la Revue Africaine rendent compte de sa puissance de travail et des services inestimables qu'il a rendu à l'archéologie algérienne. L'étude des catalogues de la bibliothèque permet de se rendre compte de la brillante situation de la bibliothèque sous sa direction.
En 1865, Commandeur de la Légion d'honneur, il reçoit le cordon des mains de l'Empereur dans sa bibliothèque.
Malade, Louis Adrien Berbrugger s'éteint à Alger en 1869.
"Son œuvre reste précieuse par l'acuité de ses observations, entre mouvement du voyageur et précision de l'érudit".

## Titres et distinctions
- Membre du conseil général d’Alger.
- Président de la Société historique algérienne.
- Médaille d’or de l’Académie des inscriptions et belles-lettres en 1839
- Colonel de la milice algérienne en 1851.
- Commandeur de l’ordre impérial de la Légion d’honneur en 1865.
- Chevalier de l’ordre de Saint-Grégoire-le-Grand.
- Commandeur de l'ordre du Nichan Iftikhar.

## Livres et publications
- Curso de temas frances en 1824
- Histoire de France mnémonisée, Éditions Levy, Paris, 1827
- Vocabulaire français-espagnol et espagnol-français, Éditions André Guedon/Baudouin/Belin Leprieur, Paris, 1829
- Exploration scientifique de l'Algérie pendant les années 1840, 1841, 1842 (1847)
- Les époques militaires de la Grande Kabilie (sic), Ed. Bastide, Alger, 1857[6].
- Geronimo, le martyr du Fort des vingt quatre heures à Alger, Ed. Bastide, Alger 1859.
- Voyages dans le sud de l'Algérie et des états barbaresques de l'ouest et de l'est
- Le Tombeau de la Chrétienne, mausolée des rois maurétaniens (1867)
- Les puits artésiens des oasis méridionales de l'Algérie
- Traduction et notes de Topographie et histoire générale d'Alger de Diego de Haëdo